# Estojo (recipiente)

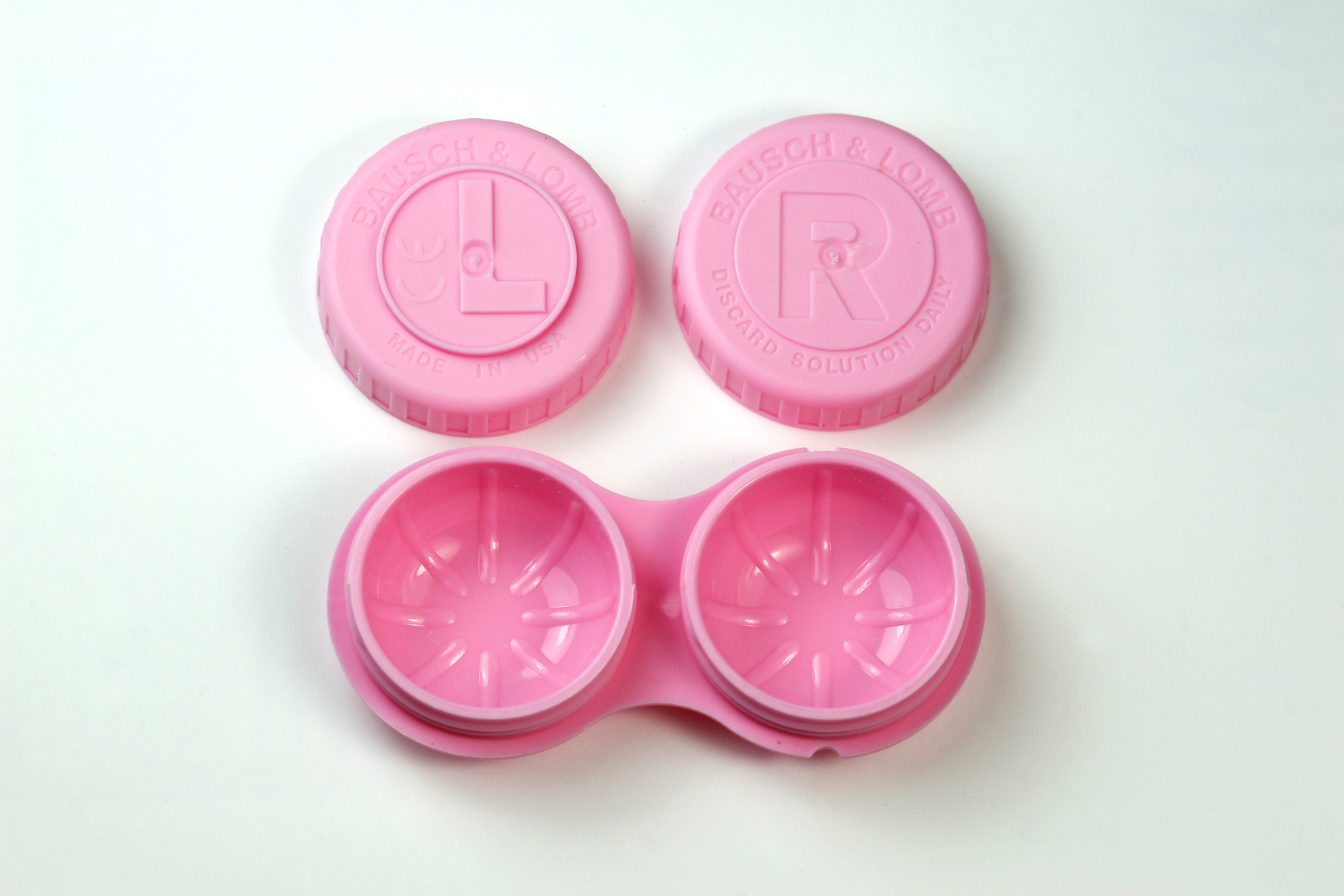
Estojo para armazenar as lentes de contato com segurança

Estojo é um nome genérico de um recipiente que se utiliza para guardar um objeto específico, tal como lápis, lentes de contato, documentos, etc. Chama-se estojo escolar ao estojo (como uma bolsinha ou uma caixa) usado por crianças e jovens para armazenar lápis, canetas, canetinhas, borracha e outros materiais escolares. Em algumas localidades do Paraná e de Santa Catarina, o estojo escolar é conhecido como penal.